# Felix Rausch
Felix Rausch (geboren am 10. Dezember 1908 in Wien; gestorben am 20. August 1976 ebenda) war ein jüdischer Bürokaufmann und Überlebender des Holocaust.
Rausch wurde 1939 in das KZ Buchenwald deportiert. Aus Buchenwald wurde er am 19. Oktober 1942 in das KZ Auschwitz überstellt. Rausch verbrachte die meiste Zeit seiner Haft im Lagerbereich III des KZ Auschwitz III Monowitz und bekam die Häftlingsnummer 68.626 zugeteilt. Zusammen mit einem weiteren, seine Zeit im Krankenbau von Monowitz absitzenden Häftling, Stefan Heymann, verfasste Rausch über einen längeren Zeitraum präzise Angaben zu den Todesopfern in Monowitz („Totenbuch“), welche ein wichtiges zeithistorisches Dokument zur Erfassung der Opfer des Holocaust darstellen. Nach der „Evakuierung“ des KZ Auschwitz im Januar 1945 wurde er wieder in das KZ Buchenwald verbracht.
Nach der Befreiung vom Nationalsozialismus war er als Bilanzbuchhalter in Wien beschäftigt. Er engagierte sich aktiv im IAK. Er sagte unter anderem bei dem Prozess gegen Bernhard Rakers und im Prozess gegen den NS-Arzt Horst Fischer als Zeuge aus.